# Basil Rathbone
Pour les articles homonymes, voir Rathbone.
Basil Rathbone, de son vrai nom Philip St. John Basil Rathbone, est un acteur britannique, né le 13 juin 1892 à Johannesburg (alors située en république sud-africaine du Transvaal) et mort le 21 juillet 1967 à New York (États-Unis).
Il interpréta le personnage de Sherlock Holmes à quatorze reprises au cinéma.
Il était chevalier de l'ordre de l'Empire britannique, Knight Bachelor et détenteur de la Croix militaire.

## Biographie
Basil Rathbone est né en 1892 à Johannesburg, au Transvaal, une république boer située en Afrique australe. Ses parents sont britanniques. Sa mère, Anna Barbara (née George), est violoniste et son père, Edgar Philip Rathbone, est ingénieur des mines. En 1895, à la suite de l'échec du raid Jameson et accusé par les Boers d'être un espion britannique, Edgar Philip Rathbone fuit le Transvaal avec sa famille pour s'installer à Londres en Grande-Bretagne.
Basil Rathbone suit ses études à la Repton School (en), près de Derby, où il découvre le théâtre. D'abord employé dans une compagnie d'assurances, il fait partie de l'association théâtrale de la ville de Stratford-upon-Avon, dirigée par son cousin Frank Benson, ce qui lui permet de monter sur les planches et d’apprendre le métier d’acteur.
Il épouse en 1914 Ethel Foreman, avec qui il aura un fils, Rodion, l'année suivante. Il divorcera en 1920.
Appelé sous les drapeaux, il effectue son service militaire pendant la Première Guerre mondiale, dans le London Scottish. Son courage lui vaut la Military Cross of England en 1918.
Il épouse Ouida Bergere et commence une carrière cinématographique dans la réputée Metro-Goldwyn-Mayer.
Dans les années trente, Rathbone interprète des rôles de jeunes premiers quelque peu insipides, notamment auprès de Pola Negri dans Maria Draga (1932). Puis, il enchaîne avec une série de personnages antipathiques: Mr. Murdstone dans David Copperfield (1935) de George Cukor; le capitaine Levasseur dans Capitaine Blood (1935) avec Errol Flynn; l’infâme seigneur de Gilbourne dans Les Aventures de Robin des Bois (1938), une nouvelle fois aux côtés de Flynn; et le roi de France Louis XI dans Le Roi des gueux (1938) avec Ronald Colman. Enfin il sera un parfait antagoniste pour Tyrone Power dans  the Mark of Zorro  de Rouben Mamoulian  (1941). Son capitaine Estéban, fourberie et élégance, lui permet de s'affirmer comme l'un des premiers bretteurs d'Hollywood et le duel final se classe parmi les plus intenses jamais tournés. En 1939, il devient pour la première fois Sherlock Holmes dans Sherlock Holmes sous la direction d'Alfred L. Werker. Il incarnera le célèbre détective dans treize autres films produits par Universal et dans quelques productions radiophoniques.
En 1946, le couple s'installe à New York et Rathbone continuera à interpréter le détective sur la scène avec une adaptation écrite par son épouse.
Le reste de sa carrière est essentiellement dominée par le théâtre. Cependant, Basil Rathbone incarne toujours plusieurs seconds rôles remarquables dans de grandes productions américaines. Il interprète notamment: André Trochard dans La Cuisine des anges (1955) avec Humphrey Bogart, et Sir Ravenhurst dans Le Bouffon du roi (1956) avec Danny Kaye. Mais c'est dans le registre du film d'horreur de série B qu'il va particulièrement s'illustrer: Les monstres se révoltent (1956) avec Lon Chaney Jr., L'Empire de la terreur (1961) de Roger Corman avec Peter Lorre, La Comédie de la terreur (1963, Jacques Tourneur). Dans ces deux derniers films, il est aux côtés de deux autres interprètes emblématiques du genre: Boris Karloff et Vincent Price.
Vers la fin de sa vie, Basil Rathbone devient lecteur de grandes œuvres classiques dans diverses universités du monde entier.
Il publie ses mémoires en 1962 : In and Out of Character.
Il meurt d'une crise cardiaque dans sa propriété de Ferncliff, près de New York, le 21 juillet 1967.

## Filmographie sélective

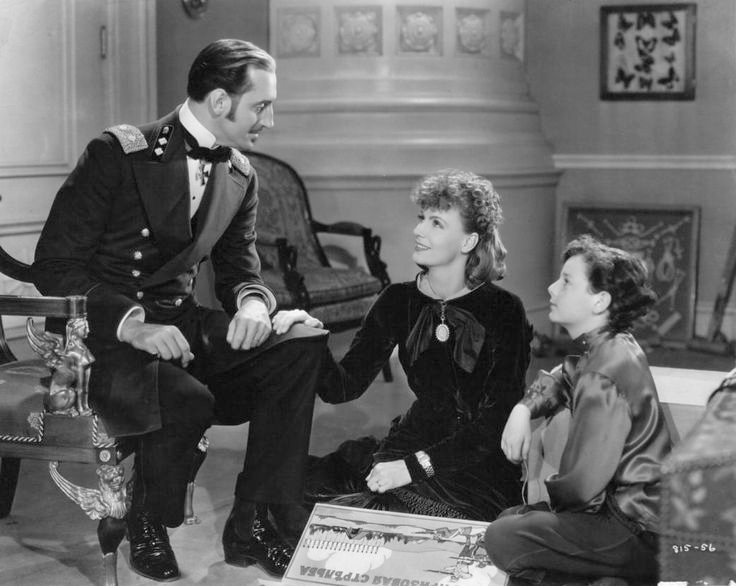
Basil Rathbone, Greta Garbo et Freddie Bartholomew dans Anna Karénine (1935)

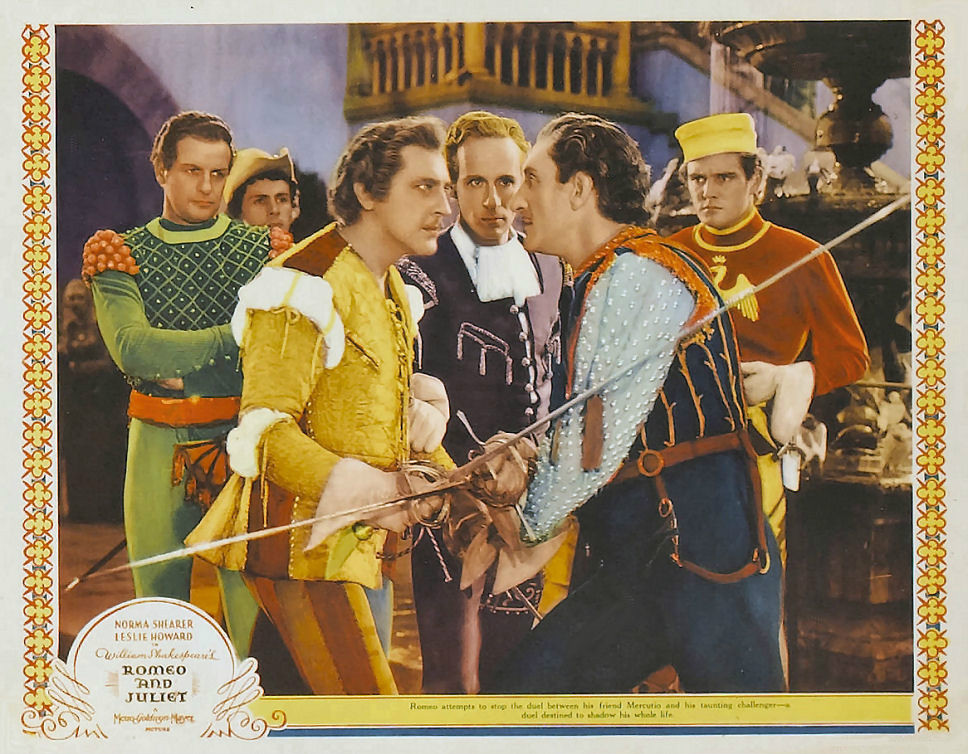
Roméo et Juliette (1936)

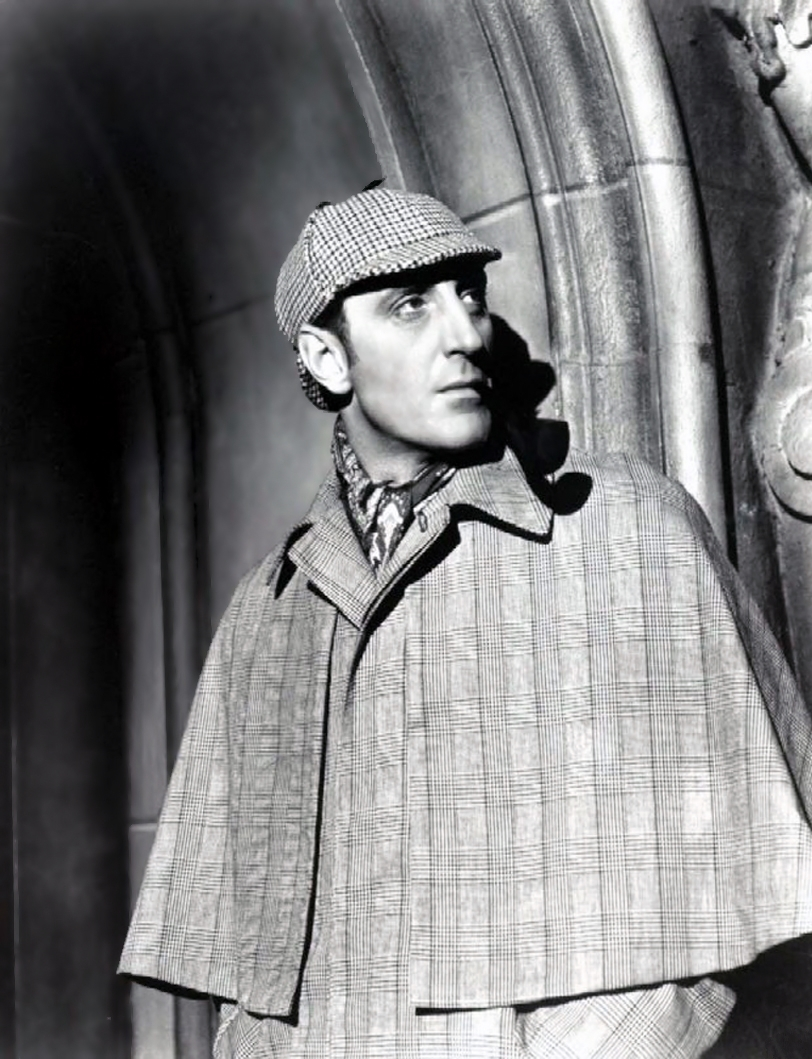
Basil Rathbone a interprété Sherlock Holmes 14 fois

### Années 1930
- 1929 : The Last of Mrs. Cheyney de Sidney Franklin
- 1930 : The Bishop Murder Case (en) de David Burton et Nick Grinde
- 1930 : A Notorious Affair de Lloyd Bacon
- 1930 : The Lady of Scandal de Sidney Franklin
- 1930 : Sin Takes a Holiday de Paul L. Stein
- 1930 : A Lady Surrenders de John M. Stahl
- 1932 : A Woman Commands (en) de Paul L. Stein
- 1932 : After the Ball (en) de Milton Rosmer
- 1935 : Capitaine Blood (Captain Blood) de Michael Curtiz
- 1935 : Anna Karénine (Anna Karenina) de Clarence Brown
- 1935 : Le Marquis de Saint-Évremont (A Tale of two cities) de Jack Conway
- 1935 : Les Derniers Jours de Pompéi (The Last Days of Pompeii) de Merian C. Cooper
- 1935 : Un bienfait dangereux (Kind Lady) de George B. Seitz
- 1935 : David Copperfield (The Personal History, Adventures, Experience, and Observation of David Copperfield, the Younger) de George Cukor
- 1935 : Une plume à son chapeau (A Feather in Her Hat) d'Alfred Santell
- 1936 : Une certaine jeune fille (Private Number) de Roy Del Ruth
- 1936 : Roméo et Juliette (Romeo and Juliet) de George Cukor
- 1936 : Le Jardin d'Allah (The Garden of Allah) de Richard Boleslawski
- 1937 : L'Étrange visiteur (Love from a Stranger) de Rowland V. Lee
- 1937 : Cette nuit est notre nuit (Tovarich) de Anatole Litvak
- 1938 : Les Aventures de Robin des Bois (The Adventures of Robin Hood) de Michael Curtiz
- 1938 : Les Aventures de Marco Polo (The Adventures of Marco Polo) d'Archie Mayo
- 1938 : Le Roi des gueux (If I Were King) de Frank Lloyd
- 1938 : La Patrouille de l'aube (The Dawn Patrol) d'Edmund Goulding
- 1939 : La Tour de Londres (Tower of London) de Rowland V. Lee
- 1939 : Le Chien des Baskerville (The Hound of the Baskerville) de Sidney Lanfield : Sherlock Holmes
- 1939 : Sherlock Holmes ou Les Aventures de Sherlock Holmes (The Adventures of Sherlock Holmes) d'Alfred L. Werker : Sherlock Holmes
- 1939 : Le Fils de Frankenstein (Son of Frankenstein) de Rowland V. Lee
- 1939 : Frères héroïques (The Sun Never Sets) de Rowland V. Lee

### Années 1940
- 1940 : Le Signe de Zorro (The Mark of Zorro) de Rouben Mamoulian
- 1940 : Rhythm on the River de Victor Schertzinger
- 1941 : Le Chat noir (The Black Cat), d'Albert S. Rogell
- 1942 : Carrefours (Crossroads) de Jack Conway : Henri Sarrou
- 1942 : La Voix de la terreur (Sherlock Holmes and the Voice of Terror) de John Rawlins : Sherlock Holmes
- 1943 : Sherlock Holmes et l'Arme secrète (Sherlock Holmes and the Secret Weapon) de Roy William Neill : Sherlock Holmes
- 1943 : Un espion a disparu (Above Suspicion) de Richard Thorpe
- 1943 : Échec à la mort ou Sherlock Holmes face à la mort (Sherlock Holmes Faces Death) de Roy William Neill : Sherlock Holmes
- 1943 : Symphonie loufoque (Crazy House) de Edward F. Cline
- 1943 : Sherlock Holmes à Washington (Sherlock Holmes in Washington) de Roy William Neill : Sherlock Holmes
- 1944 : Le Bal des sirènes (Bathing Beauty) de George Sidney
- 1944 : La Griffe sanglante ou Sherlock Holmes et la Griffe sanglante (The Scarlet Claw) de Roy William Neill : Sherlock Holmes
- 1944 : L'aventure vient de la mer (Frenchman's Creek) de Mitchell Leisen
- 1944 : La Perle des Borgias ou Sherlock Holmes et la Perle des Borgias (The Pearl of Death) de Roy William Neill : Sherlock Holmes
- 1944 : La Femme aux araignées ou Sherlock Holmes et la Femme aux araignées (The Spider Woman) de Roy William Neill : Sherlock Holmes
- 1945 : La Maison de la peur ou Sherlock Holmes et la Maison de la peur (House of Fear) de Roy William Neill : Sherlock Holmes
- 1945 : La Femme en vert ou Sherlock Holmes et la Femme en vert (The Woman in Green) de Roy William Neill : Sherlock Holmes
- 1945 : Mission à Alger ou Mission au soleil (Pursuit to Algiers) de Roy William Neill : Sherlock Holmes
- 1946 : Le Train de la mort (Terror by Night) de Roy William Neill : Sherlock Holmes
- 1946 : Un cœur à prendre (Heartheat) de Sam Wood : Professeur Aristide
- 1946 : La Clef ou Sherlock Holmes et la Clef (Dressed To Kill) de Roy William Neill : Sherlock Holmes
- 1949 : Le Crapaud et le maître d'école (The Adventures of Ichabod and Mr. Toad) : Policier (segment "Narrating the Story of Mr. Toad ") (voix)

### Années 1950
- 1954 : La Grande Nuit de Casanova (Casanova's Big Night) de Norman Z. McLeod
- 1955 : La Cuisine des anges (We're No Angels) de Michael Curtiz
- 1955 : Le Bouffon du roi (The Court Jester) de Melvin Frank
- 1956 : Les monstres se révoltent (The Black Sleep) de Reginald Le Borg
- 1958 : La Dernière Fanfare (The Last Hurrah) de John Ford

### Années 1960
- 1962 : L'Empire de la terreur (Tales of Terror) de Roger Corman
- 1962 : Ponce Pilate (Ponzo Pilato) de Gian Paolo Callegari
- 1962 : L'Épée enchantée ( The Magic Sword) de Bert I. Gordon : Lodac
- 1963 : Le croque-mort s'en mêle (The Comedy of Terrors) de Jacques Tourneur
- 1965 : Voyage sur la planète préhistorique de Curtis Harrington
- 1966 : Queen of Blood de Curtis Harrington

## Voix françaises
| - Jean-Henri Chambois (*1907 - 1997) dans : - La Voix de la terreur - Sherlock Holmes et l'Arme secrète - Sherlock Holmes à Washington - Échec à la mort - La Perle des Borgias - La Griffe sanglante - La Femme aux araignées - La Maison de la peur - La Femme en vert - Mission à Alger - Le Train de la mort - La Clef - Marc Valbel (*1907 - 1960) dans : - Les Aventures de Robin des Bois - La Cuisine des anges - Le Bouffon du roi - La Dernière Fanfare | - René Montis (*1888 - 1959) dans : - Sherlock Holmes - Le Chien des Baskerville et aussi : - Jacques Dumesnil (*1903 - 1998) dans Capitaine Blood (1er doublage) - Maurice Dorléac (*1901 - 1979) dans Capitaine Blood (2e doublage) - Jean Martinelli (*1909 - 1983) dans Le Signe de Zorro - Jacques Mancier (*1913 - 2001) dans Le Bal des sirènes - Abel Jacquin (*1893 - 1968) dans L'Épée enchantée - René Bériard (*1917 - 1998) dans Le Croque-mort s'en mêle - Serge Nadaud (*1906 - 1995) dans Ponce Pilate - Jacques Deschamps (*1931 - 2001) dans Basil, détective privé (voix d'archives) |